# 圣伯多禄堂 (贝桑松)
贝桑松圣伯多禄堂（Église Saint-Pierre de Besançon）是一座罗马天主教教堂，位于法国勃艮第-弗朗什-孔泰大区杜省省会贝桑松老城区（la Boucle）中心的9月8日广场，供奉使徒圣彼得。

## 建筑
这座教堂创建于4世纪，现在的教堂建于1782年至1786年之间，由建筑师克劳德·约瑟夫·亚历山大·贝特朗（Claude Joseph Alexander Bertrand）设计。钟楼高达70米。
今天，教堂里有许多保存完好的艺术品，如卢克·布雷顿（Luc Breton）的《母爱》（Pietá）、苦路和咏经席的华丽木制品。
1942年列为法国历史遗迹。

## 画廊

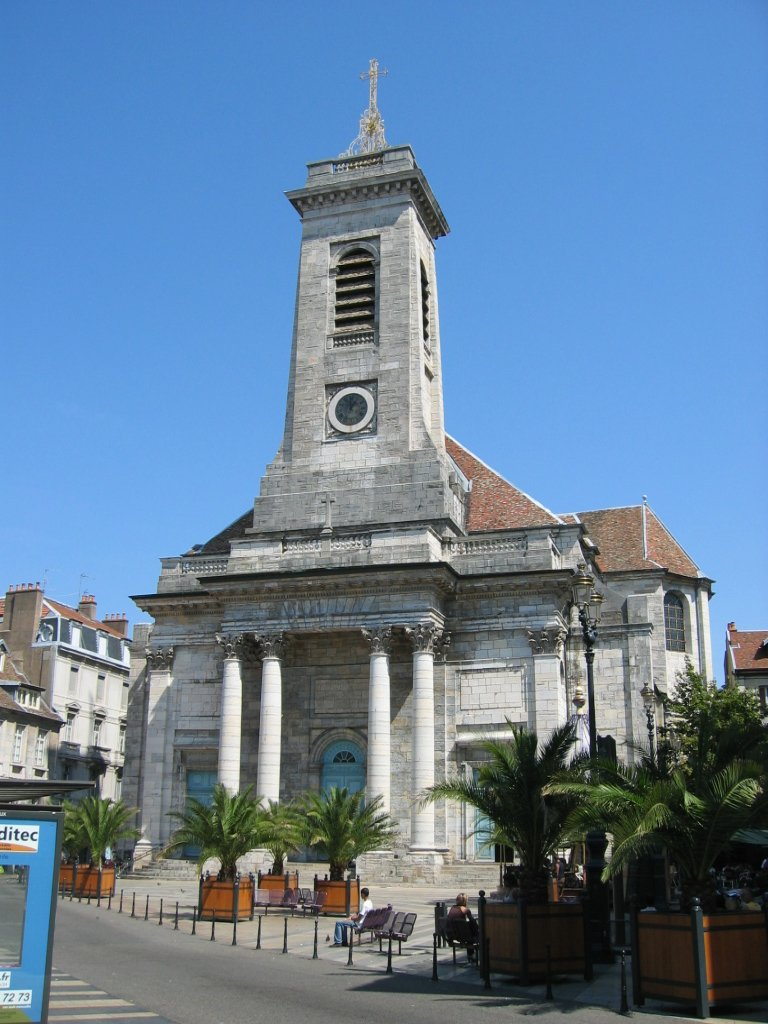
立面
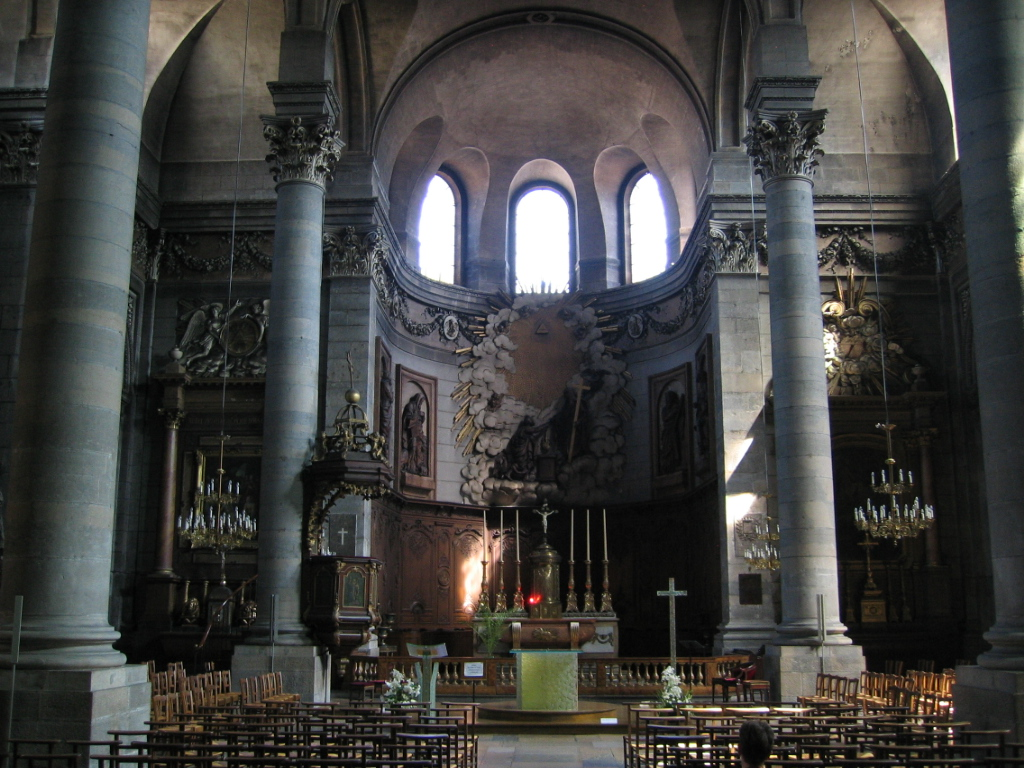
内部
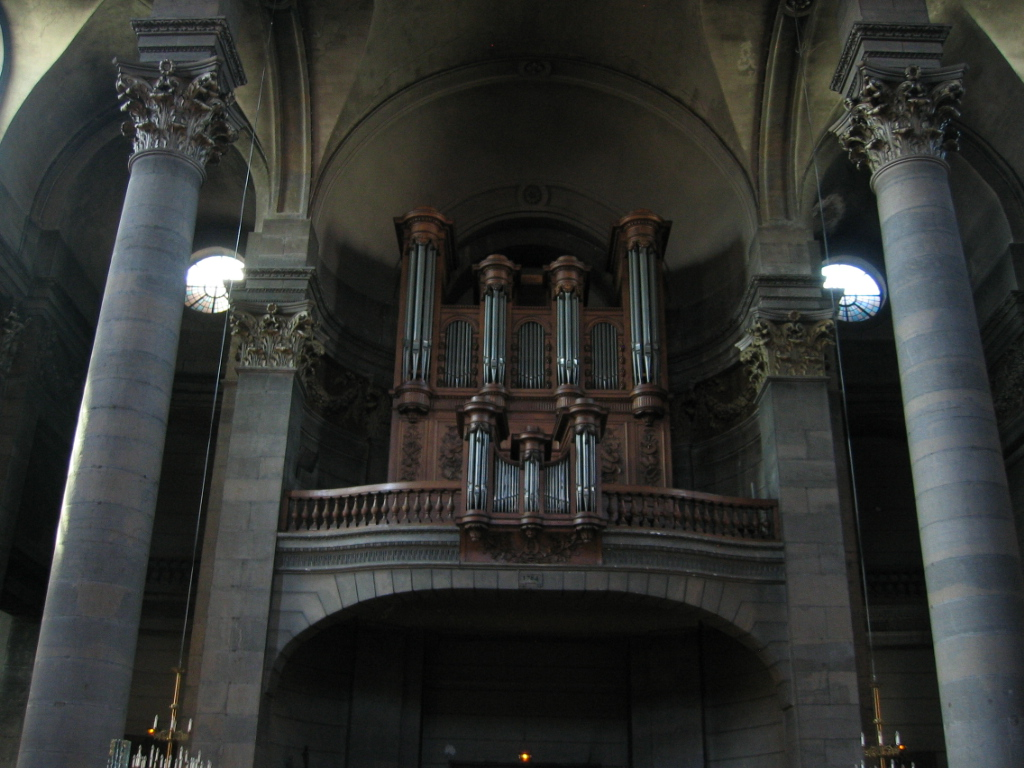
管风琴
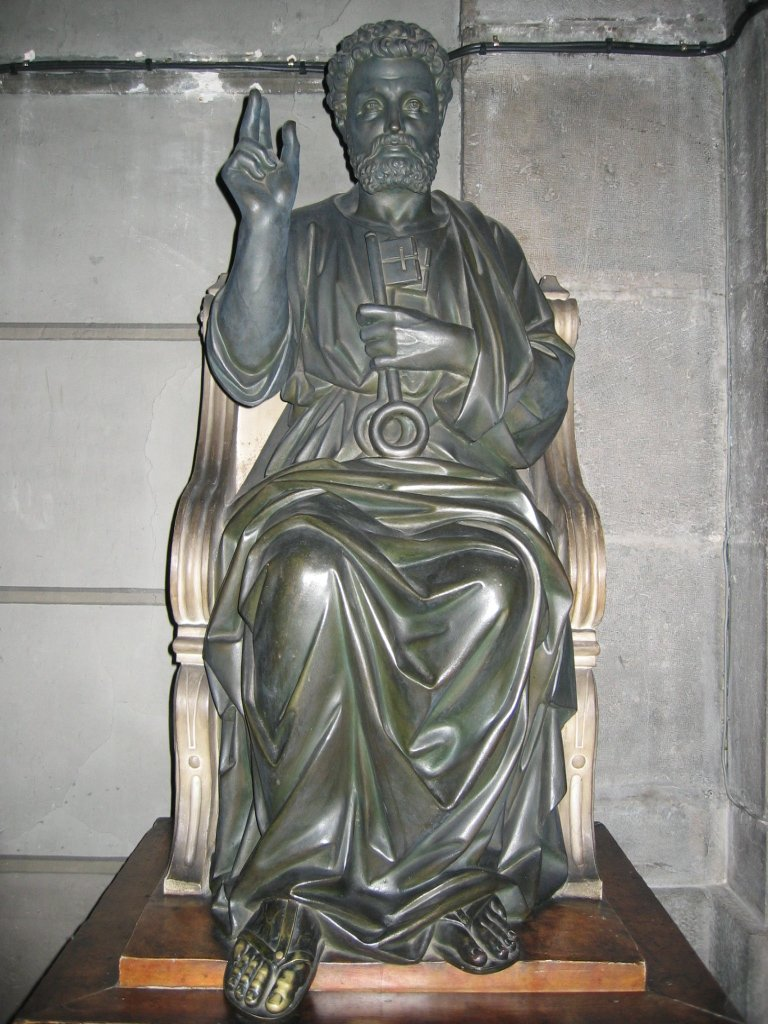
圣伯多禄